# سوپر جام فوتبال قزاقستان
 جام حذفی فوتبال قزاقستان (به قزاقی: Қазақстан Суперкубогы) مسابقه‌ای است که سالانه مابین قهرمان لیگ برتر فوتبال قزاقستان و قهرمان جام حذفی فوتبال قزاقستان برگزار می‌شود.